# ETTU Champions League 2016/17
Die ETTU Champions League wurde in der Saison 2016/2017 zum 19. Mal veranstaltet. Als Titelverteidiger trat der französische Verein AS Pontoise-Cergy TT an. Insgesamt nahmen 16 Mannschaften aus 8 Ländern teil (4 aus Frankreich, je 3 aus Deutschland und Polen, 2 aus Russland, je 1 aus Dänemark, Österreich, Schweden und Tschechien), die auf vier am 24. Juni 2016 ausgeloste Gruppen aufgeteilt wurden. Dort wurden im Ligamodus mit Hin- und Rückspielen die 8 Teilnehmer der K.-o.-Runde ausgespielt, in der jede Begegnung wiederum aus Hin- und Rückspiel bestand. Sieger wurde zum vierten Mal der russische Verein Gazprom Fakel Orenburg.
Die berechtigten Vereine TTC RhönSprudel Fulda-Maberzell und Werder Bremen verzichten auf eine Teilnahme.

## Vorrunde

### Gruppe A
| Platz | Mannschaft                | Bgn. | Spiele | Punkte |
| ----- | ------------------------- | ---- | ------ | ------ |
| 1     | Gazprom Fakel Orenburg    | 6    | 16:4   | 11     |
| 2     | TTF Liebherr Ochsenhausen | 6    | 13:10  | 10     |
| 3     | Vaillante Angers          | 6    | 6:12   | 8      |
| 4     | Roskilde Bordtennis       | 6    | 7:16   | 7      |

| Datum         | Heimmannschaft            | Gastmannschaft            | Ergebnis |
| ------------- | ------------------------- | ------------------------- | -------- |
| 6. Okt. 2016  | Gazprom Fakel Orenburg    | Vaillante Angers          | 3:0      |
| 7. Okt. 2016  | TTF Liebherr Ochsenhausen | Roskilde Bordtennis       | 3:2      |
| 26. Okt. 2016 | Roskilde Bordtennis       | Vaillante Angers          | 0:3      |
| 27. Okt. 2016 | TTF Liebherr Ochsenhausen | Gazprom Fakel Orenburg    | 1:3      |
| 3. Nov. 2016  | Vaillante Angers          | TTF Liebherr Ochsenhausen | 0:3      |
| 4. Nov. 2016  | Gazprom Fakel Orenburg    | Roskilde Bordtennis       | 3:0      |
| 25. Nov. 2016 | Roskilde Bordtennis       | TTF Liebherr Ochsenhausen | 2:3      |
| 25. Nov. 2016 | Vaillante Angers          | Gazprom Fakel Orenburg    | 0:3      |
| 2. Dez. 2016  | Gazprom Fakel Orenburg    | TTF Liebherr Ochsenhausen | 3:0      |
| 2. Dez. 2016  | Vaillante Angers          | Roskilde Bordtennis       | 3:0      |
| 16. Dez. 2016 | Roskilde Bordtennis       | Gazprom Fakel Orenburg    | 3:1      |
| 16. Dez. 2016 | TTF Liebherr Ochsenhausen | Vaillante Angers          | 3:0      |

### Gruppe B
| Platz | Mannschaft               | Bgn. | Spiele | Punkte |
| ----- | ------------------------ | ---- | ------ | ------ |
| 1     | AS Pontoise-Cergy TT     | 6    | 16:8   | 11     |
| 2     | Eslövs AI                | 6    | 15:13  | 9      |
| 3     | UMMC Verkhnaya Pyshma    | 6    | 13:14  | 9      |
| 4     | KS Unia AZS AWFiS Gdańsk | 6    | 8:17   | 7      |

| Datum         | Heimmannschaft           | Gastmannschaft           | Ergebnis |
| ------------- | ------------------------ | ------------------------ | -------- |
| 6. Okt. 2016  | AS Pontoise-Cergy TT     | Eslövs AI                | 3:2      |
| 7. Okt. 2016  | UMMC Verkhnaya Pyshma    | KS Unia AZS AWFiS Gdańsk | 3:2      |
| 28. Okt. 2016 | Eslövs AI                | KS Unia AZS AWFiS Gdańsk | 3:1      |
| 28. Okt. 2016 | AS Pontoise-Cergy TT     | UMMC Verkhnaya Pyshma    | 3:1      |
| 4. Nov. 2016  | UMMC Verkhnaya Pyshma    | Eslövs AI                | 3:2      |
| 4. Nov. 2016  | KS Unia AZS AWFiS Gdańsk | AS Pontoise-Cergy TT     | 0:3      |
| 24. Nov. 2016 | Eslövs AI                | AS Pontoise-Cergy TT     | 2:3      |
| 25. Nov. 2016 | KS Unia AZS AWFiS Gdańsk | UMMC Verkhnaya Pyshma    | 3:2      |
| 1. Dez. 2016  | KS Unia AZS AWFiS Gdańsk | Eslövs AI                | 2:3      |
| 2. Dez. 2016  | UMMC Verkhnaya Pyshma    | AS Pontoise-Cergy TT     | 3:1      |
| 16. Dez. 2016 | Eslövs AI                | UMMC Verkhnaya Pyshma    | 3:1      |
| 16. Dez. 2016 | AS Pontoise-Cergy TT     | KS Unia AZS AWFiS Gdańsk | 3:0      |

### Gruppe C
| Platz | Mannschaft                | Bgn. | Spiele | Punkte |
| ----- | ------------------------- | ---- | ------ | ------ |
| 1     | 1. FC Saarbrücken         | 6    | 15:8   | 10     |
| 2     | GV Hennebont              | 6    | 13:11  | 10     |
| 3     | Bogoria Grodzisk          | 6    | 11:11  | 9      |
| 4     | Table tennis club Ostrava | 6    | 7:16   | 7      |

| Datum         | Heimmannschaft            | Gastmannschaft            | Ergebnis |
| ------------- | ------------------------- | ------------------------- | -------- |
| 7. Okt. 2016  | Bogoria Grodzisk          | Table tennis club Ostrava | 3:0      |
| 7. Okt. 2016  | 1. FC Saarbrücken         | GV Hennebont              | 3:0      |
| 26. Okt. 2016 | Table tennis club Ostrava | GV Hennebont              | 2:3      |
| 28. Okt. 2016 | Bogoria Grodzisk          | 1. FC Saarbrücken         | 0:3      |
| 4. Nov. 2016  | 1. FC Saarbrücken         | Table tennis club Ostrava | 3:1      |
| 4. Nov. 2016  | GV Hennebont              | Bogoria Grodzisk          | 3:0      |
| 24. Nov. 2016 | Table tennis club Ostrava | Bogoria Grodzisk          | 0:3      |
| 25. Nov. 2016 | GV Hennebont              | 1. FC Saarbrücken         | 1:3      |
| 1. Dez. 2016  | 1. FC Saarbrücken         | Bogoria Grodzisk          | 2:3      |
| 1. Dez. 2016  | GV Hennebont              | Table tennis club Ostrava | 3:1      |
| 15. Dez. 2016 | Bogoria Grodzisk          | GV Hennebont              | 2:3      |
| 15. Dez. 2016 | Table tennis club Ostrava | 1. FC Saarbrücken         | 3:1      |

### Gruppe D
| Platz | Mannschaft               | Bgn. | Spiele | Punkte |
| ----- | ------------------------ | ---- | ------ | ------ |
| 1     | Borussia Düsseldorf      | 6    | 18:3   | 12     |
| 2     | Chartres ASTT            | 6    | 15:8   | 10     |
| 3     | SPG Walter Wels          | 6    | 6:15   | 7      |
| 4     | KST Energa Manekin Toruń | 6    | 4:17   | 7      |

| Datum         | Heimmannschaft           | Gastmannschaft           | Ergebnis |
| ------------- | ------------------------ | ------------------------ | -------- |
| 6. Okt. 2016  | Borussia Düsseldorf      | SPG Walter Wels          | 3:0      |
| 7. Okt. 2016  | Chartres ASTT            | KST Energa Manekin Toruń | 3:1      |
| 27. Okt. 2016 | KST Energa Manekin Toruń | SPG Walter Wels          | 3:2      |
| 27. Okt. 2016 | Chartres ASTT            | Borussia Düsseldorf      | 2:3      |
| 3. Nov. 2016  | SPG Walter Wels          | Chartres ASTT            | 1:3      |
| 4. Nov. 2016  | Borussia Düsseldorf      | KST Energa Manekin Toruń | 3:0      |
| 24. Nov. 2016 | KST Energa Manekin Toruń | Chartres ASTT            | 0:3      |
| 25. Nov. 2016 | SPG Walter Wels          | Borussia Düsseldorf      | 0:3      |
| 2. Dez. 2016  | Borussia Düsseldorf      | Chartres ASTT            | 3:1      |
| 2. Dez. 2016  | SPG Walter Wels          | KST Energa Manekin Toruń | 3:0      |
| 16. Dez. 2016 | KST Energa Manekin Toruń | Borussia Düsseldorf      | 0:3      |
| 16. Dez. 2016 | Chartres ASTT            | SPG Walter Wels          | 3:0      |

## Hauptrunde
|  | Viertelfinale | Viertelfinale  | Viertelfinale | Viertelfinale | Viertelfinale |             |                | Halbfinale | Halbfinale | Halbfinale | Halbfinale | Halbfinale |  |  | Finale | Finale | Finale | Finale | Finale |
|  |               |                |               |               |               |             |                |            |            |            |            |            |  |  |        |        |        |        |        |
|  | Frankreich    | GV Hennebont   | 0             | 2             | 2             |             |                |            |            |            |            |            |  |  |        |        |        |        |        |
|  | Frankreich    | Pontoise-Cergy | 3             | 3             | 6             |             |                |            |            |            |            |            |  |  |        |        |        |        |        |
|  | Frankreich    | Pontoise-Cergy | 3             | 3             | 6             | Frankreich  | Pontoise-Cergy | 0          | 1          | 1          |            |            |  |  |        |        |        |        |        |
|  |               |                |               |               |               | Frankreich  | Pontoise-Cergy | 0          | 1          | 1          |            |            |  |  |        |        |        |        |        |
|  |               | Deutschland    | Düsseldorf    | 3             | 3             | 6           |                |            |            |            |            |            |  |  |        |        |        |        |        |
|  | Deutschland   | Deutschland    | Düsseldorf    | 3             | 3             | 6           | Ochsenhausen   | 3          | 1          | 4          |            |            |  |  |        |        |        |        |        |
|  | Deutschland   |                |               |               |               |             | Ochsenhausen   | 3          | 1          | 4          |            |            |  |  |        |        |        |        |        |
|  | Deutschland   | Düsseldorf     | 2             | 3             | 5             |             |                |            |            |            |            |            |  |  |        |        |        |        |        |
|  |               |                |               |               |               |             | Deutschland    | Düsseldorf | 0          | 2          | 2          |            |  |  |        |        |        |        |        |
|  |               | Russland       | Orenburg      | 3             | 3             | 6           |                |            |            |            |            |            |  |  |        |        |        |        |        |
|  | Frankreich    | Chartres ASTT  | 1             | 3             | 4             |             |                |            |            |            |            |            |  |  |        |        |        |        |        |
|  | Deutschland   | Saarbrücken    | 3             | 2             | 5             |             |                |            |            |            |            |            |  |  |        |        |        |        |        |
|  | Deutschland   | Saarbrücken    | 3             | 2             | 5             | Deutschland | Saarbrücken    | 1          | 0          | 1          |            |            |  |  |        |        |        |        |        |
|  |               |                |               |               |               | Deutschland | Saarbrücken    | 1          | 0          | 1          |            |            |  |  |        |        |        |        |        |
|  |               | Russland       | Orenburg      | 3             | 3             | 6           |                |            |            |            |            |            |  |  |        |        |        |        |        |
|  | Schweden      | Russland       | Orenburg      | 3             | 3             | 6           | Eslövs AI      | 1          | 1          | 2          |            |            |  |  |        |        |        |        |        |
|  | Schweden      |                |               |               |               |             | Eslövs AI      | 1          | 1          | 2          |            |            |  |  |        |        |        |        |        |
|  | Russland      | Orenburg       | 3             | 3             | 6             |             |                |            |            |            |            |            |  |  |        |        |        |        |        |